# Yuto
Yuto – miasto w Argentynie, w prowincji Jujuy, w departamencie Ledesma.
Według danych szacunkowych na rok 2010 miejscowość liczyła 6 301 mieszkańców.